# 张轲
张轲（1970年—）是一位中国建筑师。

## 生平
1996年毕业于清华大学建筑学院，1998年毕业于哈佛大学设计学院，2001年成立自己的建筑师事务所标准营造，2016年参展威尼斯双年展。

## 荣誉
2016年获得阿卡汗建筑奖，2017年获得阿尔瓦尔·阿尔托奖。